# Calanthemis thomensis
Calanthemis thomensis là một loài bọ cánh cứng trong họ Cerambycidae.